# Waverly (Missouri)
Waverly é uma cidade localizada no estado americano de Missouri, no Condado de Lafayette.

## Demografia
Segundo o censo americano de 2000, a sua população era de 806 habitantes.
Em 2006, foi estimada uma população de 802, um decréscimo de 4 (-0.5%).

## Geografia
De acordo com o United States Census Bureau tem uma área de
2,9 km², dos quais 2,6 km² cobertos por terra e 0,3 km² cobertos por água. Waverly localiza-se a aproximadamente 248 m acima do nível do mar.

## Localidades na vizinhança
O diagrama seguinte representa as localidades num raio de 16 km ao redor de Waverly.